# Лерак, Моник
Моник Лерак (фр. Monique Leyrac, урожд. Трамбле, фр. Tremblay) — франкоканадская актриса, певица, драматург и театральный постановщик. Известна как интерпретатор французских и франкоканадских песен. По два раза признавалась певицей года и женщиной года в опросах женщин — редакторов канадских СМИ, лауреат Приза Каликса Лавалле (1979), Премии генерал-губернатора (1997) и Приза Дениз Пельтье (2013), офицер ордена Канады (1967) и рыцарь Национального ордена Квебека (1998).

## Биография
Родилась в 1928 году в небогатой семье в Монреале. В 13 лет бросила школу и к 15 годам работала на фабрике, занимаясь самообразованием. Прочитав биографию Сары Бернар, начала мечтать об актерской карьере. Брала уроки сценического искусства у Жанны Мобур, несколько позже начала также заниматься пением. В 1943 году дебютировала на монреальском радио CKAC в постановке пьесы Франца Верфеля «Песня Бернадетт», озвучив главную роль. По совету наставницы взяла себе сценический псевдоним, выбрав для этой цели фамилию Лерак. После нескольких лет на радио начала в 1948 году выступать в монреальском кабаре «У золотого фазана» вместе с Шарлем Азнавуром, Пьером Рошем и Жаком Норманом. В это время в репертуар молодой певицы входили латиноамериканские песни, а также номера из репертуара Эдит Пиаф. Выпустила несколько грампластинок с фирмой звукозаписи RCA Victor.
В 1949 году дебютировала в кино, снявшись вместе с Полем Бервалем в фильме «Огни моего города». В 1950—1951 годах совершила концертное турне по Франции, Бельгии, Швейцарии и Ливану. По возвращении в Монреаль продолжила выступления в различных кабаре. В 1952 году вышла замуж за французского актера Жана Дальмена. В этом браке, продлившемся до 1977 года, родилась одна дочь — Софи (в замужестве Жиронне).
В 1952—1958 годах выступала в различных театральных труппах в Париже. Продолжила театральную карьеру в Монреале, в частности, исполнив роль Полли Пичем в «Трёхгрошовой опере» в 1962 году. С 1962 по 1964 год была одной из ведущих радиопрограммы Plein de soleil на радио CBC. Одновременно выступала как певица, постепенно дополняя репертуар произведениями популярных квебекских авторов. В 1963 году выпустила свою первую долгоиграющую пластинку с песнями Жиля Виньо и Клода Левелье. В 1964 году была ведущей и одной из главных исполнительниц в телешоу Pleins feux (с фр. — «Прожектор») на CBC.
В 1965 году была отправлена CBC представлять Канаду на Международном фестивале песни в Сопоте, где завоевала Гран-при с песнями «Mon Pays» (авторства Виньо) и «La Petite Mélodie qui revient». В том же году завоевала также Гран-при на фестивале песни в Остенде (Бельгия). После этого предприняла турне по СССР, выступала в варьете в концертном зале «Олимпия» в Париже, в Карнеги-холле, на Всемирной выставке в Монреале, а также перед принцессой Маргарет в Лондоне.
После участия в постановке «Трехгрошовой оперы» на Стратфордском фестивале в 1972 году снова отправилась во Францию, откуда вернулась три года спустя. В 1980-е годы сама сочиняла и ставила пьесы, в которых играла и пела на сцене. В их числе были исполнявшаяся на английском и французском языках «Божественная Сара» (1981, на основе биографии Сары Бернар) и «Искусственный рай» (1982, по одноимённой книге Бодлера), а также Spectacle 1900, в котором исполнялись песни Аристида Брюана и Иветты Гильбер. Другими заметными театральными работами Лерак в это время были моноспектакль «Неллиган», посвященный памяти квебекского поэта Эмиля Неллигана, и «Париж-Берлин» на тексты Бертольта Брехта и Жака Превера, где партнером Лерак был Поль Савуа.
За роль Белизы в постановке мольеровских «Учёных женщинах» Новой театральной труппой Монреаля (1990) удостоена приза театральных критиков за лучшую женскую роль второго плана. В 1995 году сыграла в мировой премьере Мишеля Марка Бушара «Коронационное путешествие» (постановка театра «Новый мир»). Эта роль стала последней в карьере Лерак, которая, достигнув 60-летнего возраста, приняла решение об уходе со сцены. Умерла в больнице города Ковансвиля в декабре 2019 года в возрасте 91 года.

## Награды и звания
- 1965 — Гран-при Международного фестиваля песни в Сопоте[3]
- 1965 — Гран-при фестиваля песни в Остенде (Бельгия)[3]
- 1967 — офицер ордена Канады[6]
- 1979 — Приз Каликса Лавалле[3]
- 1990 — приз театральных критиков за лучшую женскую роль второго плана (Белиза, «Учёные женщины», Новая театральная труппа)[4]
- 1997 — Премия генерал-губернатора в области исполнительских искусств[1]
- 1998 — рыцарь Национального ордена Квебека[7]
- 2006 — приз Квебекор (Приз Квебека в области музыки)[8]
- 2013 — Приз Дениз Пельтье[фр.][5]
- По два раза признавалась певицей года и женщиной года в опросах женщин — редакторов канадских СМИ[3]